# 사우샘프턴 FC
사우샘프턴 축구 클럽(영어: Southampton Football Club)은 잉글랜드의 프로 축구 팀으로 잉글랜드 남부의 햄프셔주에 있는 사우샘프턴을 연고지로 하고 있다. 2005년에 프리미어리그에서 강등된 이후로 풋볼 리그 챔피언십에서 플레이하였으나, 2009년에 풋볼 리그 1으로 강등되었다. 그러나 2011년에 다시 챔피언십으로 승격하고, 2011-12 시즌 풋볼 리그 챔피언십에서 준우승을 하면서 프리미어리그로 다시 승격했다. 그리고 2022-23 시즌에 프리미어리그에서 최하위인 20위를 기록하면서 강등되었다. 그러나 2023-24시즌 EFL 촘피언십에서 리그 4위를 기록하며 플레이오프를 거쳐 바로 승격에 성공하였다.
홈구장은 세인트 메리스 스타디움으로, 2001년에 더 델에서 이전하였다. 클럽의 별칭은 성인들이란 뜻의 세인츠(영어: Saints)로, 1885년에 창단된 클럽의 모태가 교회 축구 팀이었던 것에서 유래되었다. 당시 이름은 세인트 메리스 청년 협회로 그때부터 빨간색과 하얀색의 유니폼을 입기 시작하였다. 클럽의 오래된 라이벌로는 포츠머스가 있으며, 두 팀 모두 남해안에 인접해 있기 때문이다. 두 팀의 더비 경기를 남해안 더비라고 부른다.
사우샘프턴은 1976년에 FA컵 1회 우승 기록이 있고, 리그 최고 성적은 1부 디비전 준우승이다.

## 역사
사우샘프턴은 1885년에 세인트 메리스 청년 협회 FC(St. Mary's Young Men's Association F.C., 보통 줄여서 St. Mary's Y.M.A.)란 이름으로 만들어졌다. 그러다가 1887-88 시즌에 간단히 세인트 메리스 FC(St. Mary's F.C.)로 바뀌었고, 1894년에는 서던 리그에 참가하게 되면서 사우샘프턴 세인트 메리스(Southampton St. Mary's)로 다시 바꾸었다. 1896-97 시즌에 서던 리그 우승을 한 뒤에 클럽은 유한 회사가 되었고 클럽 명칭도 현재의 사우샘프턴 FC로 변하게 되었다.
사우샘프턴은 아틀레틱 클럽 빌바오에게 영향을 주었는데 엘로르두이는 승선할 인근 사우샘프턴FC의 구단 색상이 빌바오의 시 상징 색상과 같다는 것을 알게 되었고, 유니폼 50장을 구매해 빌바오로 돌아왔다. 아틀레틱 클럽 빌바오에 복귀한 후, 구단 이사진은 즉시 선수단 유니폼을 줄무늬 유니폼으로 교체했고, 1910년을 기점으로 아틀레틱은 적색과 백색 줄무늬 유니폼을 사용했다.
또한 이는 당시 아틀레틱의 산하구단이었던 아틀레티코 마드리드에게도 영향을 주었다.

## 선수 명단

### 현재 선수 명단
2025년 7월 9일 기준
참고: FIFA 자격 규정에 따라 소속된 국가대표팀 국기를 표시합니다. 선수는 복수의 FIFA 비회원국 국적을 가지고 있을 수 있습니다.
| 번호 | 포지션 | 국적       | 이름                |
| ---- | ------ | ---------- | ------------------- |
| 1    | GK     | 잉글랜드   | 알렉스 맥카시       |
| 3    | DF     | 아일랜드   | 라이언 매닝         |
| 4    | MF     | 잉글랜드   | 플린 다운스         |
| 5    | DF     | 잉글랜드   | 잭 스티븐스 (주장)  |
| 6    | DF     | 잉글랜드   | 테일러 하우드벨리즈 |
| 7    | MF     | 나이지리아 | 조 아리보           |
| 8    | MF     | 아일랜드   | 윌 스몰본           |
| 9    | FW     | 잉글랜드   | 애덤 암스트롱       |
| 10   | MF     | 잉글랜드   | 애덤 럴라나         |
| 11   | FW     | 스코틀랜드 | 로스 스튜어트       |
| 12   | DF     | 잉글랜드   | 로니 에드워즈       |
| 14   | DF     | 잉글랜드   | 제임스 브리         |
| 15   | DF     | 잉글랜드   | 네이선 우드         |
| 16   | DF     |            | 스가와라 유키나리   |
| 17   | FW     |            | 벤 브레레톤 디아스  |
| 18   | MF     | 포르투갈   | 마테우스 페르난드스 |
| 19   | FW     | 잉글랜드   | 캐머런 아처         |
| 21   | DF     | 잉글랜드   | 찰리 테일러         |

| 번호 | 포지션 | 국적       | 이름              |
| ---- | ------ | ---------- | ----------------- |
| 24   | MF     | 스코틀랜드 | 라이언 프레이저   |
| 30   | GK     | 잉글랜드   | 에런 램스데일     |
| 31   | GK     | 아일랜드   | 개빈 바주누       |
| 33   | MF     | 잉글랜드   | 타일러 디블링     |
| 35   | DF     |            | 얀 베드나레크     |
| 37   | DF     |            | 아르멜 벨라코차프 |

### 임대 선수 명단
참고: FIFA 자격 규정에 따라 소속된 국가대표팀 국기를 표시합니다. 선수는 복수의 FIFA 비회원국 국적을 가지고 있을 수 있습니다.
| 번호 | 포지션 | 국적       | 이름                                |
| ---- | ------ | ---------- | ----------------------------------- |
| 23   | MF     | 잉글랜드   | 새뮤얼 에도지 (안데를레흐트로 임대) |
| 24   | MF     | 북아일랜드 | 셰이 찰스 (셰필드 웬즈데이로 임대)  |
| —    | GK     | 잉글랜드   | 올리 라이트 (요빌 타운으로 임대)    |
| —    | DF     | 잉글랜드   | 잭 아우 (애크링턴 스탠리로 임대)    |
| —    | DF     | 잉글랜드   | 니코 로런스 (MK 던스로 임대)        |
| —    | DF     | 잉글랜드   | 루이스 페인 (첼트넘 타운으로 임대)  |

| 번호 | 포지션 | 국적     | 이름                                |
| ---- | ------ | -------- | ----------------------------------- |
| —    | MF     | 잉글랜드 | 캠 브랙 (크롤리 타운으로 임대)      |
| —    | MF     |          | 마쓰키 구류 (괴즈테페로 임대)       |
| —    | MF     |          | 다우다 트라오레 (발랑시엔으로 임대) |
| —    | FW     | 잉글랜드 | 돔 발라드 (블랙풀로 임대)           |
| —    | FW     |          | 주앙 (괴즈테페로 임대)              |

## 역대 감독
| 감독                  | 임기      |
| --------------------- | --------- |
| 테드 베이츠           | 1955~1973 |
| 로리 맥메네미         | 1973~1985 |
| 크리스 니콜           | 1985~1991 |
| 앨런 볼               | 1994~1995 |
| 그레이엄 수네스       | 1996~1997 |
| 글렌 호들             | 2000~2001 |
| 고든 스트라칸         | 2001~2004 |
| 해리 레드냅           | 2004~2005 |
| 데니스 와이즈(대행)   | 2005      |
| 나이젤 피어슨         | 2008      |
| 앨런 파듀             | 2009~2010 |
| 나이젤 앳킨스         | 2010~2013 |
| 마우리시오 포체티노   | 2013~2014 |
| 로날드 쿠만           | 2014~2016 |
| 클로드 퓌엘           | 2016~2017 |
| 마우리시오 펠레그리노 | 2017~2018 |
| 마크 휴스             | 2018      |
| 켈빈 데이비스(대행)   | 2018      |
| 랄프 하젠휘틀         | 2018~2022 |
| 루벤 셀례스(대행)     | 2022      |
| 네이선 존스           | 2022~2023 |
| 루벤 셀례스(대행)     | 2023      |
| 루벤 셀례스           | 2023      |
| 러셀 마틴             | 2023~2024 |
| 이반 유리치           | 2024~     |

## 역대 성적
- 풋볼 리그 1부 디비전 (1부리그)

준우승 : 1983-84
- 풋볼 리그 2부 디비전 (2부리그)

준우승 : 1965-66, 1977-78
- 풋볼 리그 3부 디비전 (3부리그)

우승 : 1959-60
- 풋볼 리그 3부 디비전 남부 (3부리그)

우승 : 1921-22
- 서던 리그 (7부리그)

우승 : 1896-97, 1897-98, 1898-99, 1900-01, 1902-03, 1903-04
- 웨스턴리그
  - A조 우승: 1907–08
  - 준우승: 1903–04 , 1905–06 , 1907–08

### 컵
- FA컵
  - 우승 (1) : 1975–76
  - 준우승: 1899–1900 , 1901–02 , 2002–03

- 리그컵
  - 준우승: 1978–79 , 2016–17

- 풀 멤버스 컵
  - 준우승: 1991–92

- FA 커뮤니티 실드
  - 준우승: 1976년

- 풋볼리그컵
  - 우승 (1): 2009–10

- 텍사코 컵
  - 준우승: 1974–75

- 앵글로-이탈리아 리그컵
  - 준우승: 1976년